# Timtaghène
Timtaghène es una comuna o municipio del círculo de Tessalit de la región de Kidal, en Malí. En abril de 2009 tenía una población censada de 2469 habitantes.
Se encuentra ubicada al noreste del país, en el desierto del Sahara, cerca de la frontera con Argelia y Níger.